# Старое Мозино
Ста́рое Мо́зино — посёлок при станции в Гатчинском муниципальном округе Ленинградской области.

## История
По данным 1966 и 1973 годов посёлок при станции Старое Мозино в составе Гатчинского района не значился.
По данным 1990 года посёлок при станции Старое Мозино входил в состав Веревского сельсовета.
В 1997 году в посёлке проживали 8 человек, в 2002 году — также 8 человек (все русские).
По состоянию на 1 января 2006 года в посёлке насчитывалось 1 домохозяйство и 7 дач, общая численность населения составляла 3 человека, в 2007 году — 6 человек.

## География
Посёлок расположен в северной части района у железнодорожной платформы Старое Мозино.
Близ посёлка проходят автодороги Р23 «Псков» (E 95, Санкт-Петербург — граница с Белоруссией) и 41К-217 (подъезд к дер. Романовка).
Расстояние до административного центра поселения, деревни Малое Верево — 1 км.

## Демография
| 1862 | 2006 | 2007 | 2010 | 2017 |
| ---- | ---- | ---- | ---- | ---- |
| 42   | ↘3   | ↗6   | ↗23  | ↘11  |

### Национальный состав
Согласно данным Всероссийской переписи населения 2021 года в посёлке проживали 10 человек, все русские.

## Улицы
38 километр.